# AERCam Sprint

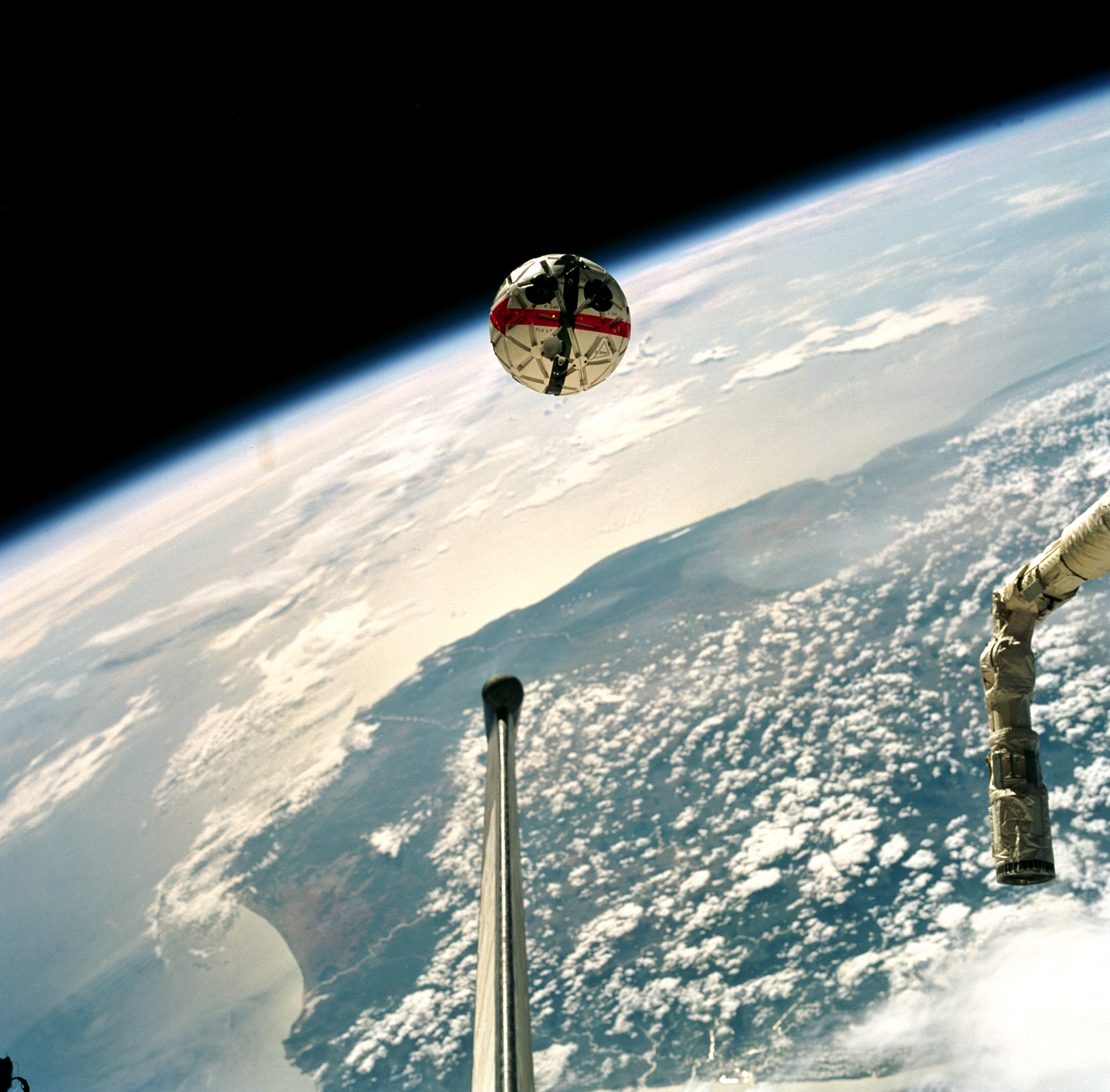
AERCam volando sobre la bahía de carga del transbordador Columbia

AERCam Sprint (Autonomous Extravehicular Activity Robotic Camera Sprint) fue un experimento de la NASA para demostrar el uso de una cámara robotizada en vuelo libre capaz de realizar inspecciones del exterior de la Estación Espacial Internacional.
Se trata de una esfera de unos 36 cm de diámetro y unos 16 kg de masa que contiene dos cámaras de televisión, un sistema de aviónica y 12 pequeños propulsores alimentados por gas nitrógeno.
AERCam Sprint fue probada durante la misión STS-87, el 19 de noviembre de 1997, siendo soltada por el astronauta Winston Scott durante una caminata espacial para ser controlada remotamente por el piloto Steve Lindsey desde el interior del transbordador espacial Columbia durante unos 30 minutos. Las imágenes tomadas por las cámaras fueron retransmitidas en directo al control de la misión

Está diseñada para moverse muy lentamente, a unos 7 cm/s. El control remoto tiene lugar a través de comunicación por radio bidireccional, en UHF, y las imágenes de las cámaras se transmiten en banda S. El exterior de la esfera está recubierto de una capa de Nomex de 1,5 cm de espesor para amortiguar cualquier contacto accidental con la superficie de otra nave y evitar daños.

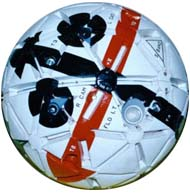
AERCam Sprint

 La mayor parte de los sistemas de la nave (propulsores, aviónica, sensores, electrónica, tanque de nitrógeno...) son versiones simplificadas de los que se pueden encontrar en la mochila espacial SAFER. La energía la proporcionan baterías de litio, y tanto el suministro eléctrico como el de gas nitrógeno son suficientes para operar la nave al menos siete horas, que es la duración máxima de una caminata espacial normal. Sobre su superficie lleva seis luces LED amarillas y parpadeantes para poder localizar a AERCam en la oscuridad.
La superficie frontal está marcada con barras y flechas, mientras que la superficie posterior está marcada con puntos con la finalidad de ayudar al operador a determinar la orientación de AERCam.
Funciona con baterías de litio. Su suministro eléctrico y de nitrógeno está diseñado para durar al menos siete horas, la duración máxima de una caminata espacial normal. La esfera de la AERCam lleva incorporado un pequeño proyector idéntico a los utilizados en los cascos de los trajes espaciales. Además, alrededor de la esfera hay seis pequeños LEDs amarillos que parpadean y que hacen que el operador pueda ver la cámara en la oscuridad.
La parte delantera de la esfera está marcada con rayas y flechas, mientras que la parte trasera está marcada con puntos. Estas marcas ayudan al operador a determinar la orientación de la AERCam. Una pequeña correa de tela en la esfera sirve de asidero para el caminante espacial mientras despliega y recupera el free flyer.
La NASA ha diseñado un prototipo de vehículo autónomo o teleoperado llamado Mini-AERCam Robotic Space Vehicle. El vehículo robótico de inspección de vuelo libre fue diseñado hacia 2005 para la visualización e inspección remotas en misiones de vuelos espaciales tripulados. "La Mini AERCam (Miniature Autonomous Extravehicular Robotic Camera), de tipo nanosatélite, tiene sólo 7,5 pulgadas (190 mm) de diámetro y pesa aproximadamente 10 libras (4,5 kg)" El vehículo de inspección se desplaza mediante doce propulsores de gas xenón frío para el control de la actitud y la posición, distribuidos en cuatro vainas de propulsión en el vehículo.